# Trimalaconothrus canopeus
Trimalaconothrus canopeus är en kvalsterart som beskrevs av Iglesias, Palacios-Vargas och Sandór Mahunka 200. Trimalaconothrus canopeus ingår i släktet Trimalaconothrus och familjen Malaconothridae. Inga underarter finns listade i Catalogue of Life.